# Rue de l'Ukraine
La rue de l'Ukraine (en occitan : carrièra de l'Ucraïna) est une voie de Toulouse, chef-lieu de la région Occitanie, dans le Midi de la France.

## Situation et accès

### Description
La rue de l'Ukraine est une voie publique. Elle se trouve dans le quartier de La Faourette.
Elle est longue de 400 mètres et son parcours, relativement rectiligne, est orienté au nord-ouest. Elle naît perpendiculairement à la rue Paul-Lambert. Après avoir longé à gauche les installations du stade Michel-Monneris et du complexe sportif de la Faourette, puis à droite le parc du même nom, elle rencontre la rue Rozès-de-Brousse au niveau d'un rond-point. Elle se poursuit ensuite sur 120 mètres et, après avoir donné naissance à la rue Félix-Mathieu, elle rejoint la rue Henri-Desbals, presque dans l'axe de la rue du Lot.
La chaussée compte une voie de circulation automobile dans chaque sens. La vitesse y est limitée par le tracé de la chaussée, qui décrit de larges courbes. Il n'existe pas d'aménagement cyclable.

### Voies rencontrées
La rue de l'Ukraine rencontre les voies suivantes, dans l'ordre des numéros croissants (« g » indique que la rue se situe à gauche, « d » à droite) :
1. Rue Paul-Lambert
2. Rue Rozès-de-Brousse (g)
3. Rue Félix-Mathieu (d)
4. Rue Henri-Desbals

### Transports

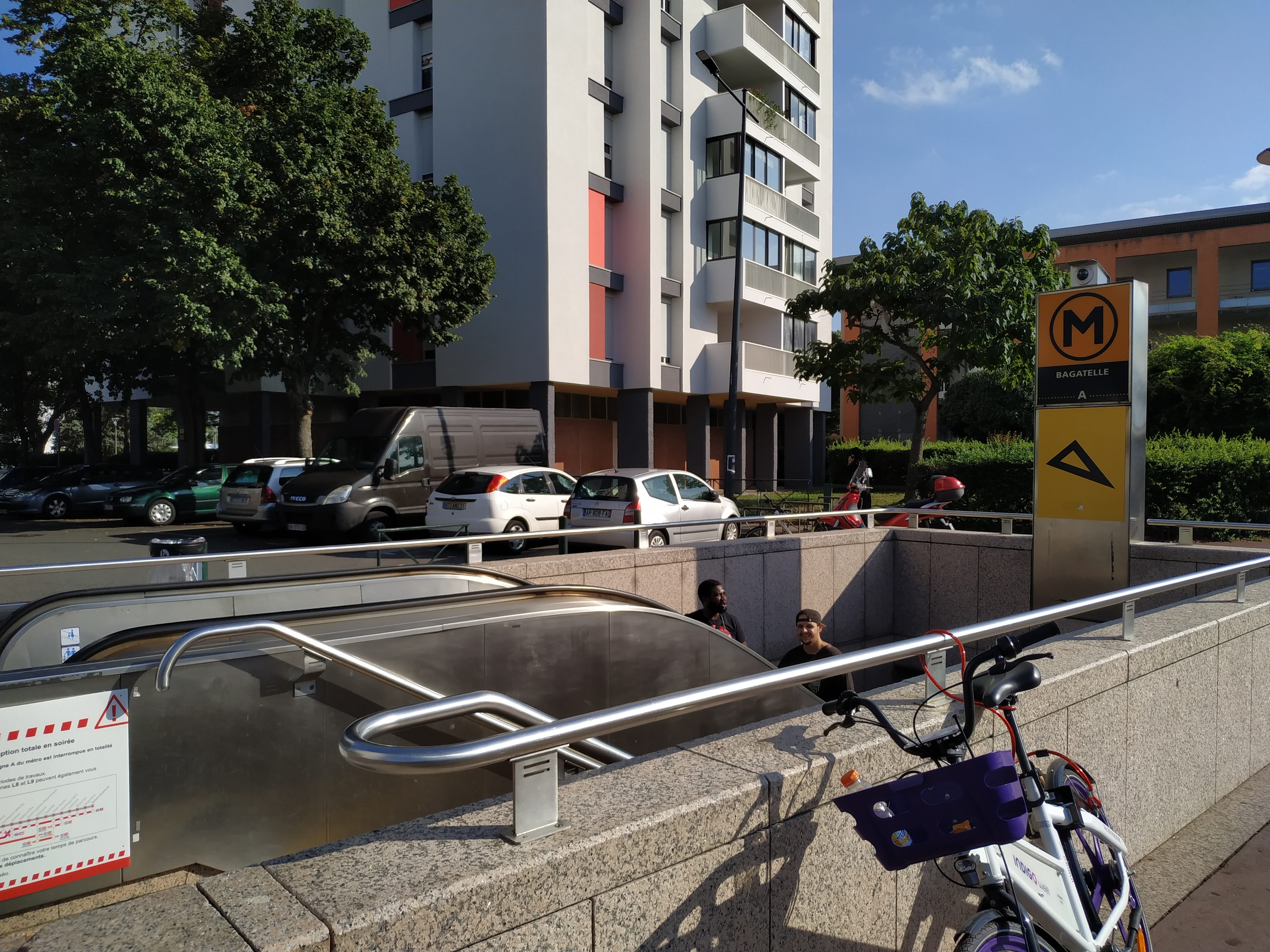
L'entrée de la station de métro Bagatelle.

Une entrée de la station Bagatelle, sur la ligne de métro , se trouve à l'extrémité ouest de la rue de l'Ukraine, au carrefour de la rue Henri-Desbals. Cette rue est par ailleurs parcourue et desservie par la ligne de bus 13.
Les stations de vélos en libre-service VélôToulouse les plus proches sont, au nord, la station no 143 (place Geneviève-Anthonioz-De Gaulle) et, au sud, la station no 186 (1 rue du Bachaga-Boualam).

## Odonymie
Le nom de la rue a été donné en hommage à l'Ukraine. Il lui est attribué en 1967 par décision du conseil municipal, qui depuis les années 1950 entretenait des liens étroits avec la ville de Kiev, capitale de la république socialiste soviétique d'Ukraine. D'ailleurs, en 1971, le nom de cette ville a été donné à une rue du nouveau quartier de Reynerie, au cœur de la ZUP du Mirail. Le jumelage entre les deux cités est finalement intervenu officiellement le 7 juin 1975.

## Histoire

### AuXXesiècle
Au début du XXe siècle, la rue de l'Ukraine n'existe pas. Il n'y a, entre le chemin de Fontaine-Lestang (actuelle rue Henri-Desbals) et la rue de la Faourette, que des terres agricoles. Elles dépendent pour la plupart de la métairie de la Faourette (emplacement de l'actuel no 44 rue de la Faourette) ou de la Petite-Faourette (emplacement de l'actuel parc de la Faourette).
Après la Seconde Guerre mondiale, la ville est confrontée à une crise du logement. De nouveaux lotissements sont aménagés, particulièrement la cité ouvrière de l'Office national industriel de l'azote (ONIA), à Papus, autour de l'allée de Guyenne, entre 1949 et 1954, puis de l'allée de l'Île-de-France, entre 1958 et 1963, et un lotissement des Castors, autour de la rue des Vosges, entre 1954 et 1958. En 1955, le domaine de la Faourette est acquis par la Société toulousaine de construction et de gérance d'immeubles (SOTOCOGI). Le projet principal, porté par l'office public de l'habitat à loyers modérés (OPHLM) de la ville de Toulouse, fait également appel à plusieurs sociétés anonymes d'habitations à loyer modéré (SAHLM). Il consiste en la création, entre la rue Henri-Desbals et la rue de la Faourette, d'une nouvelle cité de tours et de barres d'immeubles, ainsi que de collectifs de maisons, disposées autour d'un vaste parc paysager, pour un ensemble d'un millier de logements.
Les travaux sont engagés à partir de 1965 et plusieurs voies nouvelles sont tracées : la rue Jules-Amilhau à l'ouest, la rue Jean-Mermoz au nord, la rue Paul-Lambert à l'est et au sud, et la rue de l'Ukraine au centre. Entre ces deux dernières, la société des Chalets élève entre 1965 et 1966 un ensemble de cinq tours, la résidence Les Iris (actuels no 11 à 19 rue de l'Ukraine, et no 22 et 24 rue Paul-Lambert). Dans le même temps, un centre commercial est construit au pied des tours, le long de la nouvelle rue Rozès-de-Brousse. Entre 1969 et 1972, les travaux permettent la réalisation de la résidence Flore : trois tours, pour 136 logements, disposées autour de la rue de l'Ukraine, le long de la rue Henri-Desbals (actuels no 25, 29 et 30). Enfin, entre 1970 et 1972, un collectif de maisons est édifié entre la rue de l'Ukraine et la rue Félix-Mathieu (actuels no 2-18 rue Félix-Mathieu).

### AuXXIesiècle
À partir du début du XXIe siècle, la rue de l'Ukraine, comme tout le quartier de la Faourette, est incluse dans le Grand projet de ville (GPV) porté par la mairie de Toulouse. Il vise à la démolition-reconstruction de plusieurs centaines de logements et d'équipements collectifs. Entre 2005 et 2006, le centre commercial de la Faourette, qui se trouve au pied de la résidence Les Iris, est démoli : en effet, dans le cadre de la zone d'aménagement concerté (ZAC) Henri-Desbals, une nouvelle place commerciale avait été achevée en 2003 le long de la rue Henri-Desbals, plus au nord du quartier (actuelle place Geneviève-Anthonioz-de-Gaulle). Entre 2010 et 2013, la résidence Rozès-de-Brousse est construite pour Toulouse Habitat, à l'emplacement de l'ancien centre commercial.
Entre 2017 et 2018, à la suite de travaux de rénovation énergétique réalisés par l'agence d'architecture Filiatre Mansour, la résidence Flore reçoit Prix Coup de Cœur du jury des Trophées des Copros Toulouse Métropole Rénov'. Entre 2022 et 2023, c'est au tour de la résidence Les Iris d'être rénovée, également par l'agence Filiatre Mansour. Les parties communes sont par ailleurs alimentées par des panneaux solaires photovoltaïques placées sur le toit-terrasse de la résidence.

## Patrimoine et lieux d'intérêt

### Résidence Les Iris
- no  11 : immeuble 11 Les Iris[10].
- no  15 : immeuble 15 Les Iris[11].
- no  19 : immeuble 19 Les Iris[12].

### Résidence Flore
- no  25 : immeuble Les Violettes (bâtiment C)[13].
- no  29 : immeuble Les Roses (bâtiment B)[14].
- no  30 : immeuble Les Tournesols (bâtiment A)[15].

### Parc de la Faourette
Le parc de la Faourette, d'une superficie de 42 839 m2, se trouve au cœur de la cité du même nom – il est d'ailleurs aménagé à partir de 1965. Il compte une aire de jeux pour enfants et un city stade.
En 2023, dans le cadre de l'opération "Mes idées pour mon quartier" lancée par la mairie de Toulouse, un projet proposé par AlimEco, une association du quartier, vise la plantation d'une centaine d'arbres fruitiers dans les quartiers de Bagatelle, Papus, Bordelongue et La Faourette : la parc de la Faourette fait partie des lieux retenus pour l'expérimentation.